# Чашкокрай багатоквітковий
Чашкокрай багатоквітковий (Chiloscyphus polyanthos) — вид печіночників родини гребінницевих (Lophocoleaceae).

## Поширення
Батьківщиною є Європа, Макаронезія, Азія, Північна Америка.
Середовище проживання коливається від рівнинних до субальпійських висот.

## Характеристика
Рослини розпростерті або висхідні, приблизно до 8 сантиметрів завдовжки, 3 міліметри завширшки та утворюють зелені або чорно-зелені галявинки або ростуть спорадично. Листя викривлені, округлі квадратні або прямокутні, закруглені у верхній частині або злегка заглиблені. Клітини листків тьмяно-зелені, тонкостінні, кути клітин не потовщені або дуже слабо потовщені. Розмір клітини в середині листка становить приблизно 25 на 35 мікрометрів, і в клітині є від одного до п'яти масляних тілець. Нижні листки глибоко розділені на дві шилоподібно-ниткоподібні частки.